# Djadjuškin son
Djadjuškin son (Дядюшкин сон) è un film del 1966 diretto da Konstantin Naumovič Voinov.